# 赵政一
赵政一（1922年—1983年1月15日），山东梁山人，中华人民共和国政治人物、外交官。1944年加入中国共产党。

## 生平
1939年，赵政一参加革命工作。解放战争时期，在河南省人民政府交际处工作。1950年，调入中央人民政府外交部工作，任驻罗马尼亚大使馆二等秘书。1955年起，历任外交部亚洲司专员、第一亚洲司副司长、驻印度尼西亚大使馆参赞、中国人民外交学会副秘书长。1970年，任驻巴基斯坦大使馆参赞。1972年3月，出任首任中华人民共和国驻塞拉利昂大使。1975年8月，出任首任中华人民共和国驻博茨瓦纳大使。1978年被短暂任命为中华人民共和国外交部领事司司长，但并未回国就任。1980年12月，出任首任中华人民共和国驻哥伦比亚大使。1983年1月15日，赵政一在北京病逝，得年六十一岁。